# Vlaamse Cultuurraad (samenstelling 1977-1978)
Dit is de lijst van de leden van de Vlaamse Cultuurraad in de legislatuur 1977-1978. De Vlaamse Cultuurraad was een verre voorloper van het Vlaams Parlement en werd nog niet rechtstreeks verkozen.
De legislatuur 1977-1978 telde 221 leden. Dit waren de 121 leden van de Nederlandse taalgroep uit de Kamer van volksvertegenwoordigers verkozen bij de verkiezingen van 17 april 1977 en de 100 leden van de Nederlandse taalgroep uit de Belgische Senaat, verkozen op 17 april 1977, aangeduid door de provincieraden of gecoöpteerd.
De legislatuur ging van start op 12 mei 1977 en eindigde op 7 november 1978.

## Samenstelling
| Begin legislatuur (1977) | Begin legislatuur (1977) | Begin legislatuur (1977) | Einde legislatuur (1978) | Einde legislatuur (1978) | Einde legislatuur (1978) |
| Fractie                  | Fractie                  | Zetels                   | Fractie                  | Fractie                  | Zetels                   |
| ------------------------ | ------------------------ | ------------------------ | ------------------------ | ------------------------ | ------------------------ |
|                          | CVP                      | 105                      |                          | CVP                      | 105                      |
|                          | BSP                      | 47                       |                          | BSP                      | 47                       |
|                          | Volksunie                | 37                       |                          | Volksunie                | 36                       |
|                          | PVV                      | 31                       |                          | PVV                      | 31                       |
|                          | KPB                      | 1                        |                          | KPB                      | 1                        |
|                          |                          |                          |                          | VVP                      | 1                        |

Wijzigingen in fractiesamenstelling:
- In 1977 verlaat Lode Claes de Volksunie. Hij zetelt enkele maanden als onafhankelijke en richt daarna de VVP op, een voorloper van het latere Vlaams Blok.

## Lijst van de parlementsleden
| Volksvertegenwoordiger         | Partij    | Kieskring                 | Opmerkingen |
| ------------------------------ | --------- | ------------------------- | --- |
| Leo Tindemans                  | CVP       | Antwerpen                 | |
| Karel Blanckaert               | CVP       | Antwerpen                 | |
| Herman Suykerbuyk              | CVP       | Antwerpen                 | |
| Frank Swaelen                  | CVP       | Antwerpen                 | |
| Tijl Declercq                  | CVP       | Antwerpen                 | |
| Wivina Demeester               | CVP       | Antwerpen                 | |
| Frans Cauwenberghs             | CVP       | Antwerpen                 | |
| Achiel Smets                   | CVP       | Antwerpen                 | |
| Greta Dielens                  | CVP       | Antwerpen                 | |
| Marcel Colla                   | BSP       | Antwerpen                 | Vervangt vanaf 17 oktober 1978 Wim Geldolf, die voltijds schepen van Antwerpen wordt. Geldolf was tot 9 oktober 1978 voorzitter van de commissie Radio en Televisie. |
| Bob Cools                      | BSP       | Antwerpen                 | Voorzitter van de commissie Culturele Promotie en het Cultureel Patrimonium.                                                                                         |
| Jan Mangelschots               | BSP       | Antwerpen                 | |
| Jos Van Elewyck                | BSP       | Antwerpen                 | Secretaris tot 4 juli 1977 en voorzitter van de BSP-fractie vanaf 14 juni 1977.                                                                                      |
| Lode Hancké                    | BSP       | Antwerpen                 | |
| Leona Detiège                  | BSP       | Antwerpen                 | |
| Frans Grootjans                | PVV       | Antwerpen                 | |
| Karel Poma                     | PVV       | Antwerpen                 | Vanaf 12 september 1977 voorzitter van de PVV-fractie. |
| Hugo Schiltz                   | Volksunie | Antwerpen                 | |
| André De Beul                  | Volksunie | Antwerpen                 | |
| Reimond Mattheyssens           | Volksunie | Antwerpen                 | |
| Guido Verhaegen                | CVP       | Mechelen-Turnhout         | |
| Michel Van Dessel              | CVP       | Mechelen-Turnhout         | |
| Luc Van den Brande             | CVP       | Mechelen-Turnhout         | |
| Jef Ramaekers                  | BSP       | Mechelen-Turnhout         | |
| Ludo Sels                      | Volksunie | Mechelen-Turnhout         | |
| Joos Somers                    | Volksunie | Mechelen-Turnhout         | |
| Jos Dupré                      | CVP       | Mechelen-Turnhout         | |
| Robert Van Rompaey             | CVP       | Mechelen-Turnhout         | |
| Renaat Peeters                 | CVP       | Mechelen-Turnhout         | |
| Francis Tanghe                 | CVP       | Mechelen-Turnhout         | |
| Jeanne Huybrechts-Adriaensens  | BSP       | Mechelen-Turnhout         | |
| Peter Poortmans                | PVV       | Mechelen-Turnhout         | |
| Jozef Belmans                  | Volksunie | Mechelen-Turnhout         | |
| Renaat Van Elslande            | CVP       | Brussel                   | |
| Rika Steyaert                  | CVP       | Brussel                   | Voorzitter van de commissie Jeugdbeleid, Permanente Vorming en Sport.                                                                                                |
| Paul De Keersmaeker            | CVP       | Brussel                   | |
| Achille Diegenant              | CVP       | Brussel                   | |
| Paul De Kerpel                 | CVP       | Brussel                   | |
| Hugo Weckx                     | CVP       | Brussel                   | |
| Roger De Wulf                  | BSP       | Brussel                   | |
| August De Winter               | PVV       | Brussel                   | |
| Louis De Grève                 | PVV       | Brussel                   | |
| Vic Anciaux                    | Volksunie | Brussel                   | |
| Jef Valkeniers                 | Volksunie | Brussel                   | |
| Paul Peeters                   | Volksunie | Brussel                   | |
| Louis Van Geyt                 | KPB       | Brussel                   | |
| Mark Eyskens                   | CVP       | Leuven                    | |
| Jaak Henckens                  | CVP       | Leuven                    | Voorzitter van de CVP-fractie. |
| Godelieve Devos                | CVP       | Leuven                    | Ondervoorzitter. |
| Paul Devlies                   | CVP       | Leuven                    | |
| Henri Boel                     | BSP       | Leuven                    | |
| Louis Tobback                  | BSP       | Leuven                    | |
| Jef Colin                      | BSP       | Leuven                    | |
| Georges Sprockeels             | PVV       | Leuven                    | |
| Willy Kuijpers                 | Volksunie | Leuven                    | |
| Daniel Coens                   | CVP       | Brugge                    | Secretaris en voorzitter van de commissie Buitenlands Cultuurbeleid.                                                                                                 |
| Emmanuel Desutter              | CVP       | Brugge                    | |
| Frank Van Acker                | BSP       | Brugge                    | |
| Willem Content                 | BSP       | Brugge                    | |
| Albert Claes                   | PVV       | Brugge                    | |
| Marc Olivier                   | CVP       | Kortrijk-Ieper            | |
| Antoon Steverlynck             | CVP       | Kortrijk-Ieper            | Vervangt vanaf 18 oktober 1977 André Dequae, die voorzitter van de Boerenbond wordt.                                                                                 |
| Francine Demeulenaere-Dewilde  | CVP       | Kortrijk-Ieper            | |
| Marc Bourry                    | BSP       | Kortrijk-Ieper            | |
| Luc Vansteenkiste              | Volksunie | Kortrijk-Ieper            | |
| André Kempinaire               | PVV       | Kortrijk-Ieper            | |
| Dries Claeys                   | CVP       | Veurne-Diksmuide-Oostende | |
| Maria Tyberghien-Vandenbussche | CVP       | Veurne-Diksmuide-Oostende | |
| Alfons Laridon                 | BSP       | Veurne-Diksmuide-Oostende | Ondervoorzitter. |
| Raoul Bonnel                   | PVV       | Veurne-Diksmuide-Oostende | |
| Emiel Vansteenkiste            | Volksunie | Veurne-Diksmuide-Oostende | |
| Robert Gheysen                 | CVP       | Roeselare-Tielt           | |
| Erik Vankeirsbilck             | CVP       | Roeselare-Tielt           | |
| Mik Babylon                    | Volksunie | Roeselare-Tielt           | |
| Gustaaf Nyffels                | BSP       | Roeselare-Tielt           | |
| Jozef Demeyere                 | BSP       | Roeselare-Tielt           | |
| Marcel Bode                    | CVP       | Kortrijk-Ieper            | |
| Cecile Boeraeve-Derycke        | CVP       | Kortrijk-Ieper            | |
| Roger Otte                     | CVP       | Oudenaarde-Aalst          | |
| Ghisleen Willems               | CVP       | Oudenaarde-Aalst          | |
| Marc Galle                     | BSP       | Oudenaarde-Aalst          | Secretaris vanaf 5 juli 1977. |
| Paul Van Der Niepen            | BSP       | Oudenaarde-Aalst          | |
| Diane D'haeseleer              | PVV       | Oudenaarde-Aalst          | |
| Jan Caudron                    | Volksunie | Oudenaarde-Aalst          | |
| Jan Verroken                   | CVP       | Oudenaarde-Aalst          | |
| Herman De Croo                 | PVV       | Oudenaarde-Aalst          | |
| Lieven Bauwens                 | Volksunie | Oudenaarde-Aalst          | |
| Wilfried Martens               | CVP       | Gent-Eeklo                | |
| Adhémar d'Alcantara            | CVP       | Gent-Eeklo                | |
| Adhémar Deneir                 | CVP       | Gent-Eeklo                | |
| Alfons Coppieters              | CVP       | Gent-Eeklo                | |
| Monique De Weweire             | CVP       | Gent-Eeklo                | |
| Gilbert Temmerman              | BSP       | Gent-Eeklo                | |
| Livien Danschutter             | BSP       | Gent-Eeklo                | |
| Willy De Clercq                | PVV       | Gent-Eeklo                | |
| Emile Flamant                  | PVV       | Gent-Eeklo                | |
| Guy Schrans                    | PVV       | Gent-Eeklo                | |
| Frans Baert                    | Volksunie | Gent-Eeklo                | |
| Paul Van Grembergen            | Volksunie | Gent-Eeklo                | |
| Lieven Lenaerts                | CVP       | Dendermonde-Sint-Niklaas  | |
| Omer De Mey                    | CVP       | Dendermonde-Sint-Niklaas  | |
| Aimé Van Lent                  | BSP       | Dendermonde-Sint-Niklaas  | |
| Nelly Maes                     | Volksunie | Dendermonde-Sint-Niklaas  | |
| Jan Lenssens                   | CVP       | Dendermonde-Sint-Niklaas  | |
| René Uyttendaele               | CVP       | Dendermonde-Sint-Niklaas  | |
| Gustave Boeykens               | BSP       | Dendermonde-Sint-Niklaas  | |
| Frans Verberckmoes             | PVV       | Dendermonde-Sint-Niklaas  | |
| Luc Dhoore                     | CVP       | Hasselt-Tongeren-Maaseik  | |
| Alfred Bertrand                | CVP       | Hasselt-Tongeren-Maaseik  | |
| Georges Monard                 | CVP       | Hasselt-Tongeren-Maaseik  | |
| Willy Claes                    | BSP       | Hasselt-Tongeren-Maaseik  | |
| Eddy Baldewijns                | BSP       | Hasselt-Tongeren-Maaseik  | |
| Alfred Vreven                  | PVV       | Hasselt-Tongeren-Maaseik  | |
| Willy Desaeyere                | Volksunie | Hasselt-Tongeren-Maaseik  | |
| Lambert Kelchtermans           | CVP       | Hasselt-Tongeren-Maaseik  | |
| Mathieu Rutten                 | CVP       | Hasselt-Tongeren-Maaseik  | |
| Chris Moors                    | CVP       | Hasselt-Tongeren-Maaseik  | |
| André Rutten                   | CVP       | Hasselt-Tongeren-Maaseik  | |
| Louis Vanvelthoven             | BSP       | Hasselt-Tongeren-Maaseik  | |
| Fernand Colla                  | PVV       | Hasselt-Tongeren-Maaseik  | |
| Jaak Gabriëls                  | Volksunie | Hasselt-Tongeren-Maaseik  | |
| Rika De Backer                 | CVP       | Antwerpen                 | |
| Paul Akkermans                 | CVP       | Antwerpen                 | |
| Frans Vanderborght             | CVP       | Antwerpen                 | |
| Robert Gijs                    | CVP       | Antwerpen                 | |
| Ferdinand Boey                 | PVV       | Antwerpen                 | |
| Willy Calewaert                | BSP       | Antwerpen                 | Voorzitter van de commissie Mediabeleid vanaf 7 november 1978. |
| Jos Wijninckx                  | BSP       | Antwerpen                 | |
| John Van den Eynden            | BSP       | Antwerpen                 | |
| Hector De Bruyne               | Volksunie | Antwerpen                 | |
| Hector Goemans                 | Volksunie | Antwerpen                 | |
| Constant De Clercq             | CVP       | Mechelen-Turnhout         | |
| Joris Verhaegen                | CVP       | Mechelen-Turnhout         | |
| Jos De Seranno                 | CVP       | Mechelen-Turnhout         | |
| Alfons Verbist                 | CVP       | Mechelen-Turnhout         | |
| Paul De Clercq                 | PVV       | Mechelen-Turnhout         | |
| Jos Houben                     | BSP       | Mechelen-Turnhout         | |
| Wim Jorissen                   | Volksunie | Mechelen-Turnhout         | |
| Jos Chabert                    | CVP       | Brussel                   | |
| Leo Lindemans                  | CVP       | Brussel                   | Secretaris. |
| Mia Panneels-Van Baelen        | CVP       | Brussel                   | |
| Jan Bascour                    | PVV       | Brussel                   | Ondervoorzitter. |
| Bob Maes                       | Volksunie | Brussel                   | |
| Lode Claes                     | Volksunie | Brussel                   | Zetelt vanaf 12 mei 1977 als onafhankelijke. |
| André Lagae                    | CVP       | Leuven                    | |
| Edward Leemans                 | CVP       | Leuven                    | |
| Jos Daems                      | PVV       | Leuven                    | |
| August Bogaerts                | BSP       | Leuven                    | |
| Clara Smitt                    | CVP       | Hasselt-Tongeren-Maaseik  | |
| Lambert Croux                  | CVP       | Hasselt-Tongeren-Maaseik  | |
| Frans Vangronsveld             | CVP       | Hasselt-Tongeren-Maaseik  | |
| Max Smeers                     | CVP       | Hasselt-Tongeren-Maaseik  | |
| Eloi Vandersmissen             | PVV       | Hasselt-Tongeren-Maaseik  | |
| Jean Férir                     | BSP       | Hasselt-Tongeren-Maaseik  | |
| Rik Vandekerckhove             | Volksunie | Hasselt-Tongeren-Maaseik  | |
| Maurice Van Herreweghe         | CVP       | Gent-Eeklo                | |
| Antoon Van Nevel               | CVP       | Gent-Eeklo                | |
| Georgia Turf-De Munter         | CVP       | Gent-Eeklo                | |
| Aimé Canipel                   | BSP       | Gent-Eeklo                | |
| Jean Pede                      | PVV       | Gent-Eeklo                | |
| Oswald Van Ooteghem            | Volksunie | Gent-Eeklo                | |
| Etienne Cooreman               | CVP       | Dendermonde-Sint-Niklaas  | |
| Julien Vergeylen               | CVP       | Dendermonde-Sint-Niklaas  | |
| Jaak De Graeve                 | BSP       | Dendermonde-Sint-Niklaas  | |
| Maurits Coppieters             | Volksunie | Dendermonde-Sint-Niklaas  | Parlementsvoorzitter en voorzitter van de commissie Samenwerking, de commissie Reglement en de commissie Begroting.                                                  |
| Wim Verleysen                  | CVP       | Oudenaarde-Aalst          | |
| Emile Edouard Cuvelier         | PVV       | Oudenaarde-Aalst          | |
| Maurice De Padt                | PVV       | Oudenaarde-Aalst          | |
| Willy Vernimmen                | BSP       | Oudenaarde-Aalst          | |
| Roger Windels                  | CVP       | Brugge                    | |
| Marcel Vandewiele              | CVP       | Brugge                    | |
| Omaar Carpels                  | BSP       | Brugge                    | |
| Albert Lavens                  | CVP       | Kortrijk-Ieper            | |
| Hilaire Lahaye                 | PVV       | Kortrijk-Ieper            | |
| Armand De Rore                 | BSP       | Kortrijk-Ieper            | |
| Michel Capoen                  | Volksunie | Kortrijk-Ieper            | |
| Roger Vannieuwenhuyze          | CVP       | Roeselare-Tielt           | |
| Willy Persyn                   | Volksunie | Roeselare-Tielt           | |
| Jules Van Canneyt              | CVP       | Veurne-Diksmuide-Oostende | |
| Georges Mommerency             | BSP       | Veurne-Diksmuide-Oostende | |
| Herman Deleeck                 | CVP       | Antwerpen                 | |
| Isidore Egelmeers              | BSP       | Antwerpen                 | |
| Zefa Raeymaekers               | CVP       | Mechelen-Turnhout         | |
| Jos Vangeel                    | CVP       | Antwerpen                 | |
| Hugo Adriaensens               | BSP       | Mechelen-Turnhout         | |
| René Nauwelaerts               | CVP       | Antwerpen                 | |
| Carlo Van Elsen                | Volksunie | Mechelen-Turnhout         | |
| Herman Vanderpoorten           | PVV       | Mechelen-Turnhout         | Voorzitter van de commissie Taalwetgeving en Taalbescherming. |
| Leo Vanackere                  | CVP       | Brussel                   | Ondervoorzitter. |
| Fernand Piot                   | CVP       | Leuven                    | |
| Edgard Coppens                 | BSP       | Brussel                   | |
| Robert Vandezande              | Volksunie | Leuven                    | |
| Simon Février                  | PVV       | Brussel                   | |
| Evrard Raskin                  | Volksunie | Hasselt-Tongeren-Maaseik  | |
| Jan Gerits                     | CVP       | Hasselt-Tongeren-Maaseik  | |
| Willem Mesotten                | CVP       | Hasselt-Tongeren-Maaseik  | Voorzitter van de commissie Onderwijs. |
| René D'Haeyer                  | PVV       | Dendermonde-Sint-Niklaas  | |
| Avil Geerinck                  | Volksunie | Dendermonde-Sint-Niklaas  | |
| Bernard Van Hoeylandt          | BSP       | Dendermonde-Sint-Niklaas  | |
| Walter Claeys                  | CVP       | Gent-Eeklo                | |
| Ferdinand De Bondt             | CVP       | Dendermonde-Sint-Niklaas  | |
| Paula D'Hondt                  | CVP       | Oudenaarde-Aalst          | |
| Albert Deconinck               | BSP       | Kortrijk-Ieper            | |
| Achiel Vandenabeele            | CVP       | Veurne-Diksmuide-Oostende | |
| André Vanhaverbeke             | CVP       | Roeselare-Tielt           | |
| André Bourgeois                | CVP       | Roeselare-Tielt           | |
| Guido Van In                   | Volksunie | Brugge                    | Voorzitter van de Volksunie-fractie. |
| John Van Waterschoot           | CVP       | Leuven                    | |
| Lucienne Herman-Michielsens    | PVV       | Gent-Eeklo                | |
| Robert Vandekerckhove          | CVP       | Mechelen-Turnhout         | |
| Nora Staels-Dompas             | CVP       | Brussel                   | |
| Amedé De Baere                 | BSP       | Antwerpen                 | |
| Maurice Dewulf                 | CVP       | Gent-Eeklo                | |
| Rik Kuylen                     | CVP       | Antwerpen                 | |
| Gaston Geens                   | CVP       | Leuven                    | |
| Joanna Nauwelaerts-Thues       | BSP       | Mechelen-Turnhout         | |
| Willy Seeuws                   | BSP       | Gent-Eeklo                | |
| Marcel Storme                  | CVP       | Gent-Eeklo                | |
| Frans Van der Elst             | Volksunie | Antwerpen                 | |
| Eugeen De Facq                 | Volksunie | Gent-Eeklo                | |
| Louis Waltniel                 | PVV       | Oudenaarde-Aalst          | Voorzitter van de PVV-fractie tot 11 september 1977. |